# Kunibelakere, Harihar
Kunibelakere là một làng thuộc tehsil Harihar, huyện Davanagere, bang Karnataka, Ấn Độ.